# Флугервилл (Техас)
Флугервилл — город в округе Травис, штат Техас, США, с небольшой частью в округе Уильямсон. Флюгервилл — пригород Остина, входящий в статистическую зону города Остин-Раунд-Рок-Сан-Маркос. Он был назван в честь первых немецких поселенцев, которые обрабатывали этот район. Pfluger переводится с немецкого как «пахарь».

## География
Флугервилл находится 30°26′46″ с. ш. 97°37′26″ з. д., в 23 километрах к северу от Остина, в 24 километрах к северо-востоку от реки Колорадо.

## Население
Население составляло 46 936 человек по переписи 2010 года и 65 380 по оценке переписи населения 2019 года.